# Васа (тауншип, Миннесота)
Васа (англ. Waasa) — тауншип в округе Сент-Луис, Миннесота, США. На 2000 год его население составило 304 человека.

## География
По данным Бюро переписи населения США площадь тауншипа составляет 91,6 км², из которых 90,9 км² занимает суша, а 0,6 км² — вода (0,68 %).

## Демография
По данным переписи населения 2000 года здесь находились 304 человека, 121 домохозяйство и 89 семей.  Плотность населения —  3,3 чел./км².  На территории тауншипа расположено 148 построек со средней плотностью 1,6 построек на один квадратный километр. Расовый состав населения: 96,71 % белых и 3,29 % коренных американцев. 30,8 % населения составляли финнов, 20,7 % немцев, 16,0 % норвежцев, 6,3 % English и 5,5 % ирландцев по данным переписи населения 2000 года. 
Из 121 домохозяйства в 27,3 % воспитывались дети до 18 лет, в 63,6 % проживали супружеские пары, в 5,0 % проживали незамужние женщины и в 26,4 % домохозяйств проживали несемейные люди. 23,1 % домохозяйств состояли из одного человека, при том 8,3 % из — одиноких пожилых людей старше 65 лет. Средний размер домохозяйства — 2,51, а семьи — 2,88 человека.
23,4 % населения — младше 18 лет, 7,9 % — в возрасте от 18 до 24 лет, 25,7 % — от 25 до 44, 27,0 % — от 45 до 64, и 16,1 % — старше 65 лет. Средний возраст — 42 года. На каждые 100 женщин приходилось 121,9 мужчин.  На каждые 100 женщин старше 18 приходилось 121,9 мужчин.
Средний годовой доход домохозяйства составлял 37 778 долларов, а средний годовой доход семьи —  43 393 доллара. Средний доход мужчин —  39 792  доллара, в то время как у женщин — 21 750. Доход на душу населения составил 15 282 доллара. За чертой бедности находились 7,7 % семей и 16,3 % всего населения тауншипа, из которых 31,7 % младше 18 и 5,0 % старше 65 лет.